# NGC 7713
NGC 7713 is een balkspiraalstelsel in het sterrenbeeld Beeldhouwer. Het hemelobject werd op 4 oktober 1836 ontdekt door de Britse astronoom John Herschel.

## Synoniemen
- ESO 347-28
- MCG -6-51-13
- AM 2333-381
- PGC 71866